# نبوخذ نصر الرابع

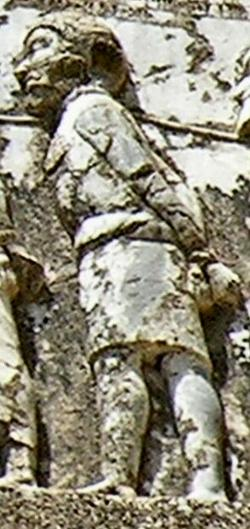
تمثال لنبوخذ نصر الرابع

نبوخذ نصر الرابع وعرف أيضاً باسم اراخا أخر ملك لبابل في عهد قمبيز الثاني أصبح والياً على أرمينيا بعد أن قمع ثورة الأرمن بقيادة فاموسا. واستمر بهذا المنصب في الملك بارديا، وحسب رواية المؤرخ الاغريقي هيرودوت حرض الارمن ضد حكم الفرس وثم انتقل إلى البابليون الكلدان فقاد ثورة للبابليين والأرمن كما أنه جمع الكلدان في الشمال (ولاية آشور) في عام 521 ق م وسلمه البابليون مفتاح مدينتهم بابل. إلا ان الملك الفارسي داريوس الأول تمكن من قمع الثورة وإسترداد مدينة بابل في سنة 520 ق م.